# Journal d'une ado hors norme
Journal d’une ado hors norme (My Mad Fat Diary) est une série télévisée britannique écrite par Tom Bidwell d'après le livre My Fat, Mad Teenage Diary, écrit par Rae Earl (en), et diffusée entre le 14 janvier 2013 et le 6 juillet 2015 sur E4.
En France, la série est diffusée à partir du 26 juillet 2015 sur France 4. Elle reste inédite dans les autres pays francophones.

## Synopsis
1996. Stamford, Lincolnshire. Journal d’une ado hors norme suit l’histoire de Rae, 16 ans et 105 kg, qui vient de quitter un hôpital psychiatrique où elle a passé quatre mois. Elle reprend contact avec sa meilleure amie, Chloe, qui n’est pas au courant de sa santé mentale, croyant qu’elle était en France pendant quatre mois. Rae essaye de ne rien lui dire tout en essayant d’impressionner ses amis, Izzy, Archie, Chop et Finn.

## Distribution

### Acteurs principaux
- Sharon Rooney (VF : Jessica Monceau) : Rachel « Rae » Earl
- Ian Hart (VF : Patrick Béthune) : Dr Kester Gill, thérapeute de Rae
- Claire Rushbrook (VF : Céline Monsarrat) : mère de Rae
- Jodie Comer (VF : Adeline Chetail) : Chloe Gemmell
- Nico Mirallegro (VF : Maxime Baudouin) : Finn Nelson
- Darren Evans (VF : Benjamin Bollen) : Danny
- Dan Cohen (VF : Hervé Grull) : Archie
- Jordan Murphy (en) (VF : Antoine Schoumsky) : Arnold « Chop » Peters
- Ciara Baxendale (en) (VF : Adeline Moreau) : Izzy
- Turlough Convery (VF : Pascal Nowak) : Liam Owen
- Sophie Wright (VF : Leslie Lipkins) : Tix

### Acteurs récurrents
- Kirsty Armstrong (VF : Joséphine Ropion) : Lois
- Bamshad Abedi-Amin (VF : Yami Oman) : Karim
- Danny Kelly (VF : Donald Reignoux) : Ian
- Debra Stephenson (en) (VF : Laurence Bréheret) : Amanda Gemmell
- Eliot Otis Brown Walters (en) (VF : Charles Pestel) : Big G
- Jodie Hamblet (en) (VF : Dorothée Pousséo) : Victoria
- Terry Haywood (VF : Laurent Arnaud) : Macca
- Kieran Hardcastle (VF : Alexis Tomassian) : Saul
- Cameron Moore (VF : Thibaut Lacour) : Mr. Carrisford
- Anna Nightingale (VF : Anne-Charlotte Piau) : Olivia
- Sacha Parkinson (VF : Karine Foviau) : Stacey Stringfellow
- Tony Pitts (en) (VF : Eric Marchal) : père de Chloe
- Nick Preston (VF : Fabrice Trojani) : Simmy
- Sally Tatum (VF : Vanessa Ricci) : Jenny
- Shazad Latif (VF : Thomas Roditi) : Dr Nick Kassar
- Susie Potter (VF : Stéphanie Hédin) : Amy

Version française
- Société de doublage : Mediadub International[2]
- Direction artistique : Blanche Ravalec[2]

 Source et légende : version française (VF) sur RS Doublage  et Doublage Séries Database

## Épisodes

### Première saison (2013)
Dans cette première saison, Rae tente de s'intégrer au monde extérieur malgré ses peurs.
1. Le Méchant Monde (Big Wide World)
2. Touchée (Touched)
3. Fille ou garçon (Ladies or Gentlemen)
4. Ne jamais rien dire à personne (Don't Ever Tell Anybody Anything)
5. Le Monde Merveilleux de Rae, 1re partie (It's a Wonderful Rae Part 1)
6. Le Monde Merveilleux de Rae, 2e partie (It's a Wonderful Rae Part 2)

### Deuxième saison (2014)
Cette saison de sept épisodes se déroule principalement autour de l'entrée au lycée de Rae et de sa bande. Elle a commencé le 17 février 2014.
1. Alarme ! (Alarm)
2. Ne pas se faire repérer (Radar)
3. Les Filles (Girls)
4. Vendredi (Friday)
5. La Vie d'adulte (Inappropriate Adult)
6. Moi, égocentrique ? (Not I)
7. La Colle (Glue)

### Troisième saison (2015)
En novembre 2014, une troisième et ultime saison est annoncée sur la page Facebook de la série, composée de seulement trois épisodes. Elle a été diffusée du 22 juin 2015 au 6 juillet 2015, et en France, le 28 août 2016 sur France 4.
Cette saison fait lieu de bilan, deux années se sont écoulées. L'obtention du diplôme de fin d'études est l'évènement directeur, ainsi que les changements que ceci implique.
1. Qui est Stan Ford ? (Who Is Stan Ford?)
2. Revenir en arrière (Rewind)
3. Toute seule (Voodoo)

## Distinctions

### Nominations
- British Academy Television Awards 2014 :
  - Meilleure série dramatique
  - Meilleure actrice dans un second rôle pour Claire Rushbrook